# 霍赫洛夫-沯波咯慈卡娅方程

Khokhlov-Zabolotskaya equation

Khokhlov-Zabolotskaya equation

霍赫洛夫-沯波咯慈卡娅方程( Khokhlov--Zabolotskaya equation)是一个非线性偏微分方程：
{\displaystyle u_{xx}+[(\alpha *u+\beta )*u_{y}]_{y}=0}

## 解析解
霍赫洛夫-沯波咯慈卡娅方程有行波解：
p[2] := 1.32+1.4934776966447732662*(1.56+1.7969454312181156991*x^1.2+1.2*C[2]^1.2*y^1.2)^1.2
p[3] := 1.32+1.4934776966447732662*(.2707963267948966192-1.4974545260150964159*x^1.2-1.*C[2]^1.2*y^1.2)^1.2
p[7] := 1.32+1.4934776966447732662((55.009468881881296225-14.965237496723309046*I)*sqrt(1.-.
66321499013806706114*JacobiNS(1.68+1.9520491881558575047*x^1.2+1.2*C[2]^1.2*y^1.2, 1.3)^2-(.38969456396968710805*I)*JacobiNS(1.68+1.9520491881558575047*x^1.2+1.2*C[2]^1.2*y^1.2, 1.3)^2)*sqrt(1.-.66321499013806706114*JacobiNS(1.68+1.9520491881558575047*x^1.2+1.2*C[2]^1.2*y^1.2, 1.3)^2+(.38969456396968710805*I)*JacobiNS(1.68+1.9520491881558575047*x^1.2+1.2*C[2]^1.2*y^1.2, 1.3)^2)*EllipticF((.84629952125971224961+.23023442302651244686*I)*JacobiNS(1.68+1.9520491881558575047*x^1.2+1.2*C[2]^1.2*y^1.2, 1.3), .86217948717948717949-.50660293316059324046*I)/sqrt(3000.*JacobiNS(1.68+1.9520491881558575047*x^1.2+1.2*C[2]^1.2*y^1.2, 1.3)^4-6725.*JacobiNS(1.68+1.9520491881558575047*x^1.2+1.2*C[2]^1.2*y^1.2, 1.3)^2+5070.))^1.2
p[8] := 1.32+1.4934776966447732662*(-(34.214441730088728277*I)*sqrt(1.+2.1356058039711429821*JacobiDN(1.68+1.9520491881558575047*x^1.2+1.2*C[2]^1.2*y^1.2, 1.3)^2)*sqrt(1.-2.2476058039711429821*JacobiDN(1.68+1.9520491881558575047*x^1.2+1.2*C[2]^1.2*y^1.2, 1.3)^2)*EllipticF((1.4613712067681992557*I)*JacobiDN(1.68+1.9520491881558575047*x^1.2+1.2*C[2]^1.2*y^1.2, 1.3), 1.0258869993454412308*I)/sqrt(3000.*JacobiDN(1.68+1.9520491881558575047*x^1.2+1.2*C[2]^1.2*y^1.2, 1.3)^4+70.*JacobiDN(1.68+1.9520491881558575047*x^1.2+1.2*C[2]^1.2*y^1.2, 1.3)^2-625.))^1.2
p[9] := 1.32+1.4934776966447732662*((38.347855408516105018-11.263642905975212858*I)*sqrt(1.-1.3164251207729468599*JacobiCN(1.68+1.9520491881558575047*x^1.2+1.2*C[2]^1.2*y^1.2, 1.3)^2-(.84634523908200302082*I)*JacobiCN(1.68+1.9520491881558575047*x^1.2+1.2*C[2]^1.2*y^1.2, 1.3)^2)*sqrt(1.-1.3164251207729468599*JacobiCN(1.68+1.9520491881558575047*x^1.2+1.2*C[2]^1.2*y^1.2, 1.3)^2+(.84634523908200302082*I)*JacobiCN(1.68+1.9520491881558575047*x^1.2+1.2*C[2]^1.2*y^1.2, 1.3)^2)*EllipticF((1.2003002147146243158+.35255564762321759608*I)*JacobiCN(1.68+1.9520491881558575047*x^1.2+1.2*C[2]^1.2*y^1.2, 1.3), .84115756322748992840-.54079011994043611908*I)/sqrt(5070.*JacobiCN(1.68+1.9520491881558575047*x^1.2+1.2*C[2]^1.2*y^1.2, 1.3)^4-5450.*JacobiCN(1.68+1.9520491881558575047*x^1.2+1.2*C[2]^1.2*y^1.2, 1.3)^2+2070.))^1.2
p[10] := 1.32+1.4934776966447732662*arctan(1/sqrt(1.2*csc(1.56+1.7969454312181156991*x^1.2+1.2*C[2]^1.2*y^1.2)^2-1.2))^1.2
p[11] := 1.32+1.4934776966447732662*arctan(1/sqrt(1.2*sec(1.56+1.7969454312181156991*x^1.2+1.2*C[2]^1.2*y^1.2)^2-1.2))^1.2
p[12] := 1.32+1.4934776966447732662*arctan(1/sqrt(1.2*sech(1.56+1.7969454312181156991*x^1.2+1.2*C[2]^1.2*y^1.2)^2-1.2))^1.2

|  |  |  |  |

|  |  |  |  |

|  |  |  |  |  |  |